# Grote parelmoervlinder
De grote parelmoervlinder (Argynnis aglaja) is een vlinder uit de familie Nymphalidae.

## Kenmerken
De grote parelmoervlinder is een relatief grote vlinder met een vleugellengte van 23 tot 29 mm. Het zwarte lijf heeft een duidelijke rij rode vlekken langs de flanken. Ook de kop en de getakte doorns zijn zwart. De onderkant van de vleugels is overwegend mosgroen met zilverkleurige vlekken.

## Levenscyclus
De grote parelmoervlinder vliegt jaarlijks in één generatie.
De vliegtijd loopt van eind mei of begin juni tot eind augustus, waarbij het hoogtepunt valt in de tweede helft van juli.
De rups kruipt direct nadat hij in de zomer uit het ei kruipt in een strooisellaag rondom de waardplanten. Hier overwintert hij. In de hierop volgende lente groeit hij tot een lengte van 4 cm. Rupsen zijn aan te treffen van augustus tot en met mei.

## Waardplanten
De rupsen van de grote parelmoervlinder voeden zich met het ruig viooltje (Viola hirta), hondsviooltje (Viola canina), moerasviooltje (Viola palustris) of andere soorten viooltjes en de adderwortel.

## Verspreiding
De vlinder heeft een voorkeur voor bloemrijke graslanden en is wijdverbreid in heel Europa, met uitzondering van de eilanden in de Middellandse Zee, maar wel op Sicilië.
In de bergen komt ze voor op hoogten tot 2200 meter.
De grote parelmoervlinder is in Nederland bedreigd, in België is ze sinds 1971 uit Vlaanderen verdwenen, in Wallonië is ze kwetsbaar. In 2015 werd de soort opnieuw waargenomen in Vlaanderen.